# Berliet VKR
Unter der Typenbezeichnung Berliet VKR wurden vom französischen Kraftfahrzeughersteller Berliet in Lyon ab 1928 mittlere Lkw hergestellt. Hierbei stand das R für „rapide“ (= schnell).

## Technik und Geschichte
Der Berliet VKR erhielt seine allgemeine Betriebserlaubnis am 11. Mai 1928. Sein wassergekühlter Vierzylinder-Ottomotor vom Typ MDLK (Bohrung × Hub 95 × 140 mm, 3969 cm³ Hubraum) war steuerlich mit 15 CV eingestuft. Seine nicht genannte effektive Leistung entwickelte der Motor bei 2000/min. Das bloße Chassis wog 2600 kg, die Nutzlast wird mit 2,5 oder auch 3 Tonnen angegeben.
Für den Bau des Fahrzeugs wurden die Chassisnummern 65001 bis 66500 (1500 Stück) reserviert. 1930 wurden 641 Fahrzeuge, 221 Stück 1931 und 148 Stück 1932, zusammen also 1010 Stück gebaut, sodass mit den in unbekannter Zahl 1928 und 1929 gelieferten Fahrzeugen sehr wohl an die 1500 Fahrzeuge gefertigt worden sein können.

### Berliet VKR2
Diese Variante erhielt die allgemeine Betriebserlaubnis am 4. März 1933. Sie hatte den Motor MDK2, dessen überlieferte Daten mit denen des MLK identisch sind. Auch Leergewicht und Nutzlast waren identisch, zusätzlich findet sich eine Angabe über das höchstzulässige Gesamtgewicht (6900 kg).
Für den Bau des Fahrzeugs wurden die Chassisnummern 110351 bis 110500 (150 Stück) und 117501 bis 118500 (1000 Stück) reserviert. 1932 wurden 18 Fahrzeuge und 130 Stück 1933, zusammen also 148 Stück gebaut.

### Berliet VKRM
Dieses Fahrzeug war eine nur an die französische Armee gelieferte Variante, worauf das M (= militaire) hindeutet. Es hatte einen wassergekühlten Vierzylinder-Ottomotor des Typs MLBC (Bohrung × Hub 110 × 140 mm, 5322 cm³ Hubraum, 20 Steuer-PS, effektive Leistung bei 1500/min. nicht angegeben). Der Radstand betrug 4,456 m, das Leergewicht 4623 kg, die Nutzlast 3500 kg. 1939 entstanden 60 Fahrzeuge (davon 55 mit Pritsche und Plane und 5 als Spezialfahrzeuge für die Pioniertruppe), weitere 8 wurden 1931 bestellt und geliefert. Der Berliet VKRM war das letzte mit Vollgummireifen an die Armee gelieferte Fahrzeug.

### Berliet VKRBG
Dieses Fahrzeug erhielt seine allgemeine Betriebserlaubnis am 21. August 1930. Er hatte einen wassergekühlten Vierzylinder-Holzgasmotor des Typs MLBG110 (Bohrung × Hub 110 × 140 mm, 5322 cm³ Hubraum, 14 Steuer-PS, effektive Leistung bei 1800/min.nicht genannt). Das Leergewicht des bloßen Chassis betrug 3050 kg, das höchstzulässige Gesamtgewicht 7300 kg. Chassisnummern wurden nicht reserviert, es taucht dieses Fahrzeug auch in der Produktionsstatistik nicht auf, blieb also offenbar ein Prototyp.

### Berliet VKRG
Dieses Fahrzeug erhielt seine allgemeine Betriebserlaubnis am 22. Mai 1929. Er hatte einen wassergekühlten Vierzylinder-Holzgasmotor (Bohrung × Hub 95 × 140 mm, 3969 cm³ Hubraum, 11 Steuer-PS, effektive Leistung bei 2000/min.nicht genannt). Das Leergewicht des bloßen Chassis betrug 3320 kg, die Nutzlast 2500 kg. Chassisnummern wurden nicht reserviert, es taucht auch dieses Fahrzeug in der Produktionsstatistik nicht auf, blieb also offenbar auch ein Prototyp.

### Berliet VKRG2
Dieses Fahrzeug erhielt seine allgemeine Betriebserlaubnis am 12. September 1931. Er hatte einen wassergekühlten Vierzylinder-Holzgasmotor (Bohrung × Hub 100 × 140 mm, 4398 cm³ Hubraum, 12 Steuer-PS, effektive Leistung bei 2000/min.nicht genannt). Das Leergewicht des bloßen Chassis betrug 3200 kg, die Nutzlast 2500 kg. Chassisnummern wurden nicht reserviert, es taucht auch dieses Fahrzeug in der Produktionsstatistik nicht auf, blieb also ebenfalls ein Prototyp.

### Originalquellen
Eine Publikation, in der alle vor 1945 gebauten Berliet-Typen individuell abgehandelt wären, gibt es nicht. Neben der unten erwähnten Literatur wurde auf folgende in der Fondation Berliet verwahrte Originalunterlagen zurückgegriffen:
- "Fiches des Mines": Es handelt sich um die Unterlagen zur Erteilung einer allgemeinen Betriebserlaubnis, hierfür ist in Frankreich der "Inspecteur des mines" sachlich zuständig. Diese Unterlagen sind chronologisch geordnet und nummeriert. Nicht zu jedem Typ bzw. Variante gibt es entsprechende Unterlagen, teils, weil sie wohl als Untervarianten eines Typs verstanden wurden, für den eine gesonderte Erlaubnis nicht erforderlich war, teils wohl, weil diese Unterlagen im Laufe der letzten 100 Jahre verlorengegangen sind. Bei Militärtypen gibt es Hinweise, dass eine Betriebserlaubnis direkt durch militärische Dienststellen erfolgte, was entsprechende "fiches des mines" überflüssig machte. Die Quellenbezeichnung lautet: "Fiches No...."
- "Etat des véhicules utilitaires et autobus declares aux mines depuis 1920", eine 15-seitige Zusammenstellung vom 1. Dezember 1941, enthält insbesondere die reservierten Chassisnummernbänder, die jedoch vielfach nicht vollständig ausgeschöpft wurden, einige Typen bzw. Varianten werden nicht erwähnt, Quellenbezeichnung lautet: "Etat S..."
- "Nombre de véhicules construits de 1930 à 1942", siebenseitige Zusammenstellung der zwischen 1930 und 1942 gebauten Stückzahlen an Nutzfahrzeugen, erstellt wohl 1943, erste Seite teilweise irreparabel verderbt, teilweise werden mehrere Typen bzw. Varianten zusammengefasst, Quellenbezeichnung lautet: "Nombre S...."

### Sonstige Literatur
- Monique Chapelle: Berliet. 1. Auflage. EMCE, Saint-Chamond 2016, ISBN 978-2-35740-049-8.
- François Vauvillier: Tous les Berliet militaires 1914–1940, vol.1: les camions. histoire&collections, Paris 2019, ISBN 978-2-35250-496-2.